# Nemoria capysoides
Nemoria capysoides là một loài bướm đêm trong họ Geometridae.